# Тонне-Шарант (кантон)
Тонне-Шарант (фр. Tonnay-Charente) — кантон во Франции, находится в регионе Пуату — Шаранта. Департамент кантона — Шаранта Приморская. Входит в состав округа Рошфор. Население кантона на 2006 год составляло 12 861 человек.
Код INSEE кантона 1739. Всего в кантон Тонне-Шарант входят 8 коммун, из них главной коммуной является Тонне-Шарант.

## Коммуны кантона
- Кабарьо — население 1149 чел.
- Женуйе — население 743 чел.
- Люссан — население 890 чел.
- Морань — население 442 чел.
- Мюрон — население 1166 чел.
- Сен-Кутан-ле-Гран — население 316 чел.
- Сент-Ипполит — население 1195 чел.
- Тонне-Шарант — население 6960 чел.